# Huskisson
Huskisson es una parroquia canadiense situada en la provincia de Nuevo Brunswick.

## Superficie
Huskisson tiene una superficie de 369,31 km².

## Demografía
En 2021, tenía 5 habitantes, una densidad poblacional de 0,01 hab./km², y 8 viviendas.